# Dryomyza puellaris
Dryomyza puellaris är en tvåvingeart som beskrevs av Steyskal 1957. Dryomyza puellaris ingår i släktet Dryomyza och familjen buskflugor. Inga underarter finns listade i Catalogue of Life.